# Биосензор
Биосензор  аналитички је уређај за детекцију хемијске супстанце, који комбинује биолошку компоненту са физичко-хемијским детектором. У ширем смислу, они се могу посматрати као уређаји који поседују биолошки активну компоненту која уз помоћ физичко-хемијског детектора претвара биолошки импулс у електрични сигнал. Модел за стварање босензора били су управо биолошки сензори у живим бићима организми, осетљиви на различите метаболичке параметре као што су уреа, глукоза, холестерола у крви, ткиво, микроорганизми, органеле, ћелијски рецептор, ензими, антитела, нуклеинске киселине. или биолошки  изведен материјал или биомиметичка компонента која ступа у интеракцију са аналитом, везује се за или препознаје аналит који се проучава. Биолошки осетљиви елементи могу се произвести и биолошким инжењерингом.
Трансдуктор или детекторски елемент, који претвара један сигнал у други, делује на физичко-хемијски начин: оптички, пиезоелектрични, електрохемијски, електрохемилуминисцентни, итд. и у интеракција аналита са биолошким елементом, остварује се лакше мерења и квантификација. Читач биосензора повезан је са повезаном електроником или процесорима сигнала који су првенствено одговорни за приказивање резултата на начин који је прилагођен кориснику. Иако је читач понекад најскупљи део сензорског уређаја,  могуће направити екран прилагођен кориснику који укључује претварач и осетљиви елемент (холографски сензор). Читачи су обично посебно дизајнирани и произведени да одговарају различитим принципима рада биосензора.
У медицини, биосензори су нашли широку употребу. Користе се у дијагностици болести, за потребе различитих видова снимања, медицинске терапије и праћења здравствено стање пацијената.

## Опште информације
Иако постоји више врста биосензора, сваки од њих поседује јединствене функције и намењен је за извршавање једне врсте задатка.
Данас су у великој мери популарни имуносензори и ДНК сензори који се могу прогутати. Имуносензори се често користе у циљу откривања специфичних врста антитела. Ова врста биосезора поседује висок ниво селективности, тако да се селективно везују за одређене патогене и штетне организме у систему домаћина. 
ДНК биосензори се најчешће користе у области молекуларне и медицинске дијагностике. Ова врста сензора се сматра најефикаснијом јер њихове способности превазилазе способности других биосензора због своје доступности, селективности и времена одзива. Ови сензори су се показали веома ефикасним у дијагностици онколошких обољења и обољењима изазваних токсинима. За разлику од осталих врста сензора, овај тип се показао као ефикасно решење с обзиром да не захтева коришћење скупе опреме.
У последњих пет и више деценија, колико историјски гледано траје развој, биосензора, они су добили велику популарност, углавном у откривању и лечењу шећерне болести. Велики напредак у технологија је омогућила повећано интересовање за преносне уређаје који омогућавају континуирано праћење телесних параметара. Нешто другачије технологије, која се интензивно развијају, намењене су за детекцију кључних аналита код најчешће заступљениих болести и метаболичких поремечаја.
Будући рад у овој области би требало да се фокусира на разјашњавање механизма интеракције између наноматеријала и биомолекула на површини електрода или нанофилма и коришћење нових својстава за производњу нове генерације биосензора. Ипак, биосензори засновани на наноматеријалу показују велике атрактивне изгледе, који ће у блиској будућности имати широку примену у клиничкој дијагнози, анализи хране, контроли процеса и праћењу животне средине.

## Примена
Биосензори су уређаји за свакодневни живот који имају широк спектар примена од животне средине до здравља, хране, одбране и лекова. Данас се користе електрохемијски, оптички и акустични биосензори, заједно са њиховом интеграцијом у аналитичке уређаје за различите примене.
Детекција биомолекула је још једна кључна улога биосензора за индикацију болести у раној фази или контролу познатих болести. До данас су произведени различити биосензори за откривање биомаркера протеина рака. 
Биосензори такође могу контролисати  храну, њен квалитет, безбедност и нутритивну вредност. 
Контрола животне средине опасних елемената и гасова може бити још једна позната примена биосензора. Праћење загађења, управљање отпадом и контрола индустријских отпадних вода могу се открити одговарајућим биосензорима, којима је  потребна стабилност за дуготрајно праћење. 
Коришћење биосензора је познато као једно од најважнијих технолошких достигнућа века за откривање лекова, хемијске и биолошке детекције и праћење токсичних материјала. 
Поред тога, биосензори се користе (или су под истрагом) за употребу у протетским уређајима и епидемиологији отпадних вода.

## Врсте

### Оптички биосензори
Многи оптички биосензори засновани су на феномену површинске плазмонске резонанце (СПР). Овај феномен користи својство и друге материјале; посебно танак слој злата на стакленој површини с високим индексом преламања што може апсорбовати ласерско светло, производећи електронске таласе (површинске плазмоне) на површини злата. Ово се дешава само под одређеним углом и таласном дужином упадне светлости и у великој мери зависи од површинр злата, тако да везивање мете аналита за рецептор на површини злата производи мерљив сигнал.
Сензори површинске плазмонске резонанције раде користећи сензорски чип који се састоји од пластичне касете која подржава стаклену плочу, чија је једна страна обложена микроскопским слојем злата. Ова страна је у контакту са оптичким апаратом за детекцију инструмента. Супротна страна је тада у контакту са микрофлуидним системом протока. Контакт са системом протока ствара канале кроз које реагенси могу проћи кроз раствор. Ова страна стакленог сензорског чипа може се модификовати на више начина, како би се омогућило лахко причвршћивање молекула који су од интереса. Обично је обложена карбоксиметил декстраном или сличним спојем.
Индекс преламања на страни протока површине чипа има директан утицај на понашање светлости која се одбија од златне стране. Везивање за проточну страну чипа има утицај на индекс рефракције што резултује биолошком интеракцијом која може мерити до високог степена осетљивости са неком врстом енергије. Индекс преламања медија у близини површине мења се када се биомолекули вежу за површину, а угао СПР варира као функција ове промене.
Светлост фиксне таласне дужине одбија се од златне стране чипа под углом укупне унутрашње рефлексије и детектује унутар инструмента. Угао упадне светлости се мења како би се ускладила брзина ширења пролазног таласа са брзином ширења површинских плазмонских поларитона. Ово доводи до тога да пролазни талас продре кроз стаклену плочу и на одређену удаљеност у течности која тече преко површине.
Остали оптички биосензори се углавном заснивају на променама у апсорпцији или флуоресценцији одговарајућег индикаторског споја и не требају потпуну унутрашњу геометрију рефлексије. На пример, направљен је потпуно оперативни прототип уређаја за детекцију казеина у млеку. Уређај се заснива на откривању промена у апсорпцији златног слоја. Широко кориштен истраживачки алат, микрочип, такође се може сматрати биосензором.

### Биолошки биосензори
Биолошки биосензори често укључују генетички модификоване облике природног протеина или ензиме. Протеин је конфигуриран да детектује одређени аналит, а сигнал који следи  очитава се инструментом за детекцију као што је флуорометар или луминометар. Пример недавно развијеног биосензора је онај за детекцију цитосолне концентрације аналита цАМП-а (циклички аденозин-монофосфат), другог гласника укљученог у ћелијску сигнализацију коју покрећу лиганди у интеракцији с рецепторима на ћелијској мембрани.
Слични системи створени су за проучавање ћелијских одговора на природне лиганде или ксенобиотике (токсине или инхибиторе малих молекула). Такве "тестове" обично користе фармацеутске и биотехнолошке компаније у развоју нових лекова. Већина цАМП тестова у садашњој употреби захтевају лизу ћелија пре мерења цАМП-а. Биосензор живих ћелија за цАМП може се користити и у нелизираним ћелијама уз додатну предност вишеструког читања за проучавање кинетике одговора рецептора.
Нанобиосензори користе  биорецепторску сонду која је селективна за циљне молекуле аналита. Наноматеријали су изузетно осјетљиви хемијски и биолошки сензори. Материјали наноразмера показују јединствена својства. Њихова велика површина и волумен може постићи брзе и јефтине реакције, користећи различите дизајне.

### ДНК биосензори
ДНК може бити аналит биосензора, детектован на посебне начине, али се може користити и као део биосензора или, теоријски, чак и као цели биосензор. Постоје многе технике за откривање ДНК, и одлично средство за откривање организама који имају одређену ДНК. Такође за ову намену могу се користити ДНК секвенце. 
Тренутно постоје приступи који су окренути будућности, у којиј се ДНК може тако синтетизовати да задржи ензиме у биолошком, стабилном гелу. Остале примене су дизајн аптамера и секвенци ДНК које имају специфичан облик да вежу жељени молекул. Најиновативнији процеси за ово користе ДНК оригами, стварајући секвенце које се савијају у предвидљиву структуру која је корисна за детекцију.
Креиран је и прототип сензора за детекцију ДНК животиња из усисаваног ваздуха, "еДНК у ваздуку".
Наноантене направљене од ДНК – нови су тип оптичке антене нано-размера које могу да се причврсте на протеине и производе сигнал путем флуоресценције када обављају своје биолошке функције.

### Биосензор на бази графена
Графен је дводимензионална супстанца на бази угљеника са врхунским оптичким, електричним, механичким, термичким својствима. Способност апсорпције и имобилизације различитих протеина, посебно неких са структурама угљениковог прстена, показала је да је графен одличан кандидат за биосензорски претварач. Као резултат тога, у новије време, истражени су разни биосензори на бази графена и развијени.

## Будућност биосензора
Биосензори са модерном технологијом и мултискрининг стратегијама имају огромну примену у различитим областима од дијагностике до терапије. Због своје исплативости уз брзе анализе постају веома траженим. Мултиплекс биосензори су следећа форма за развој нових генерација биосензора. Биосензори следеће генерације би требало да имају за циљ већу робусност уз дугорочну стабилност. Главни циљ је развој биосензора за дијагностику као и терапију који ће помоћи у детаљнијем разумевању болести и њихове терапије. С друге стране, употреба наноматеријала у биосензорима такође пужа нове могућности у смислу обезбеђивања високе осетљивости, селективности са широким линеарним опсегом. Наноматеријали помажу постојећој технологији да побољша оптичка, електрохемијска, као и механичка својства. Пошто биолошки молекул игра главну улогу у производњи биосензора и наноматеријали имају способност да искористе биомолекул за различите примене.
Велики успех првих развијених биосензора за детекцију глукозе отвара нове могућности у области биосензора. Биосензори су се показали као одличан уређај  у различитим областима као што су пољопривреда, храна, медицина, безбедност и праћење животне средине. Употреба наноматеријала у производњи биосензора је била сведок револуције у овој области захваљујући својим одличним својствима. Тренутно, ДНК, аптамер, антитело и ензим пружају обећавајућу улогу у побољшању перформанси биосензора.